# Planula

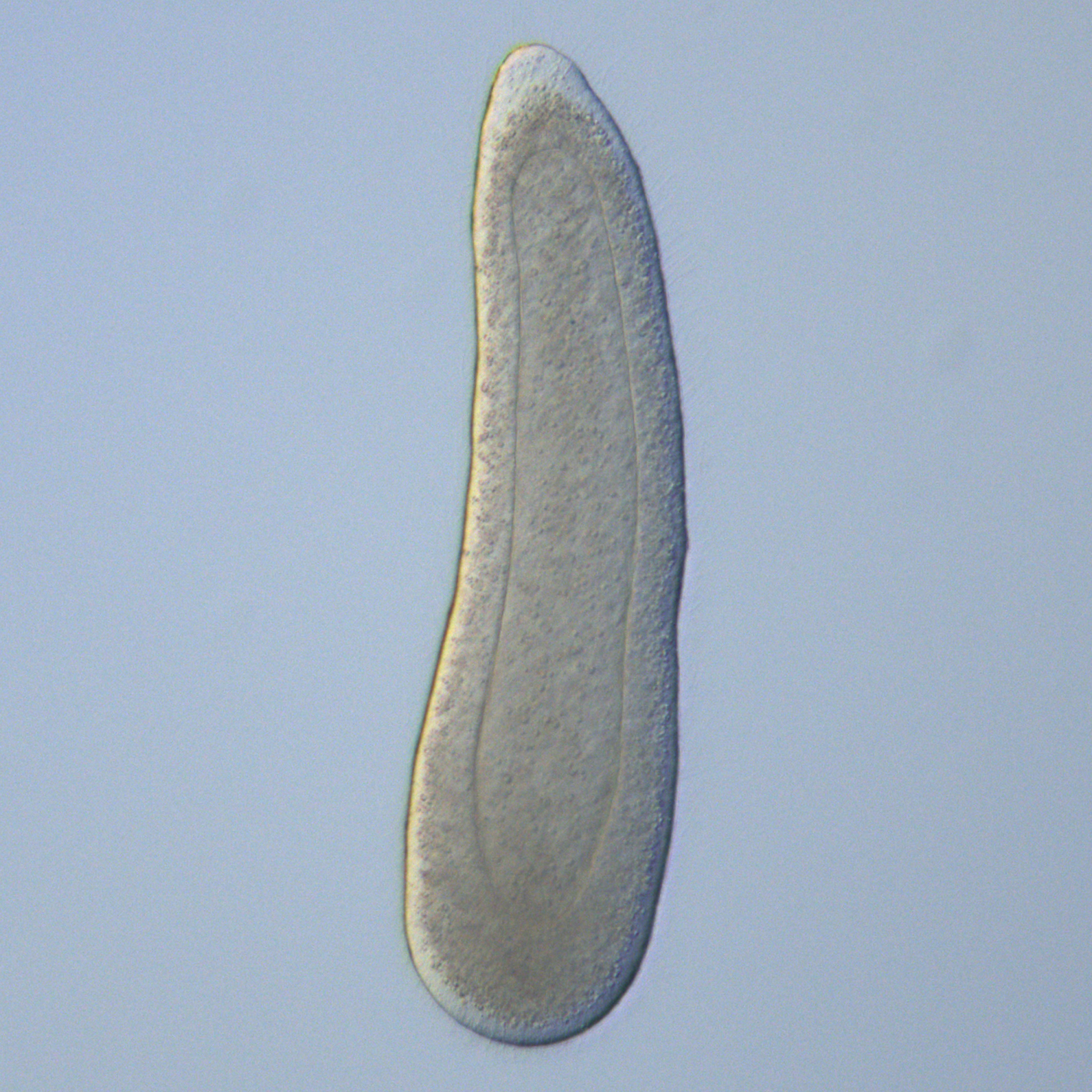
Planula Clytia hemisphaerica

Planula – orzęsiona, wolno pływająca (planktoniczna), pierwsza larwa charakterystyczna dla parzydełkowców (Cnidaria), głównie stułbiopławów (Hydrozoa). Powstaje z gastruli. Ma wydłużone, owalne i lekko spłaszczone, dwuwarstwowe ciało o długości 0,2–0,3 mm, złożone z orzęsionej ektodermy i wewnętrznej entodermy. Jej gastrocel jest pusty lub wypełniony komórkami łączącymi się z gastrodermą. Porusza się obracając się spiralnie wokół własnej osi za pomocą zsynchronizowanych ruchów rzęsek, biegunem aboralnym skierowanym do przodu. Żywi się zapasami żółtka, a planule większości koralowców i krążkopławów – planktonem. Po trwającym od kilku godzin do kilku dni okresie swobodnego pływania osiadają i przekształcają się w polipa.
Planula różni się od planuloidy słabiej wykształconą jamą gastralną.